# Сыма Ван
Сыма Ван (205—271) — военачальник Цао Вэй эпохи Троецарствия в Китае. В конце эпохи он служил династии Цзинь. Он был вторым сыном Сыма Фу, но был усыновлен своим дядей Сыма Ланом и стал его наследником.

## Биография
Со времени фактического правления Сыма Чжао государством Цао Вэй Сыма Ван вошел в фавор и достиг высокого положения. Во время нападения враждебного государства Шу Хань, Сыма Ван взял командование на себя и успешно отразил противника. За это он получил пост министра над населением (司徒).
Когда Сыма Янь стал императором, Сыма Ван снова получил повышение, на этот раз до Великого Маршала (大司馬), и ему дали титул вана Ланъяна (義陽王).
Считалось, что Сыма Ван был очень способным человеком. Ему было приятно спорить с другими интеллектуальными людьми.

## Семья
- Отец: Сыма Фу
- Приемный отец: Сыма Лан
- Сыновья:
  - Сыма И (司馬弈)
  - Сыма Хун (司馬洪)
  - Сыма Чжэн (司馬整)
  - Сыма Мао (司馬楙)